# بيجان زارنيغار
بيجان زارنيغار (25 مارس 1940 – 21 أبريل 2017) هو مبارز بالسيف إيراني راحل، مثّل بلاده في الألعاب الأولمبية الصيفية 1964.

## روابط خارجية
بيجان زارنيغار على موقع أوليمبيديا (الإنجليزية)